# Rajmund Fodor
Rajmund Fodor (ur. 21 lutego 1976 w Segedynie) – węgierski piłkarz wodny, zdobywca złotego medalu z drużyną na Letnich Igrzyskach Olimpijskich w Sydney i na Letnich Igrzyskach Olimpijskich w Atenach.